# ماجد ابوشرار
ماجد ابوشَرار (۲۵ اوت ۱۹۳۶ – ۹ اکتبر ۱۹۸۱) سیاستمدار و نویسندهٔ فلسطینی بود. او عضو کمیتهٔ مرکزی جنبش آزادیبخش ملی فلسطین، رئیس رسانهٔ واحد در سازمان آزادیبخش فلسطین و عضو فرماندهی عالی عملیات فلسطین در سرزمین‌های اشغالی بود. به عنوان نویسنده، او مجموعه‌ای از داستان‌های کوتاه با عنوان «نان تلخ» را منتشر کرد که در اوایل دههٔ شصت میلادی به‌طور متوالی در مجلهٔ اورشلیمی «الافق» منتشر کرده بود. سپس، کار انقلابی به او مجال نداد تا به نوشتن در این زمینه ادامه دهد. ابوشرار در روزنامه‌نگاری، نویسنده‌ای طعنه‌زن و اهل کنایه‌های سیاسی در ستون «جدی» روزنامهٔ «فتح» بود، جایی که به خاطر مقالاتش با عناوین «یک روزنامه‌نگار بسیار صادق»، «یک غزه‌ای ناب»، «یک فرد بسیار گستاخ» و «یک منحرف بسیار» مشهور شد.در اواخر سال ۱۹۶۲، به جنبش آزادیبخش ملی فتح پیوست. ماجد ابو شرار یکی از برجست‌ترین رهبران جنبش چپ دموکراتیک در فتح محسوب می‌شد که ناجی علوش، منیر شفیق، حنا میخائیل و دیگران از اعضای آن بودند و حاصل آن سازمان‌ها و تشکل‌هایی از جمله گردان دانشجویی بود. او موضعی آشکار در حمایت از اتحاد جماهیر شوروی و تمایل به جلب حمایت آن داشت که در اظهارات و مواضعش منعکس می‌شد. او همچنین در برابر ایده‌های جدایی‌طلبانه‌ای که در میان برخی چهره‌های چپ‌گرا در درون جنبش فتح جریان داشت، موضع قاطعی گرفت. او برای توسعهٔ رسانه، مستندسازی و سینما در سازمان آزادی‌بخش فلسطین تلاش کرد. از منظر سیاسی، او به ضرورت انعطاف‌پذیری سیاسی اعتقاد داشت در صورتی که هیچ‌یک از اصول ملی، از جمله حق مبارزهٔ مسلحانه، را تحت تأثیر قرار ندهد. او علاوه بر فعالیت سیاسی، از سال ۱۹۷۲ عضو اتحادیهٔ عمومی نویسندگان و روزنامه‌نگاران فلسطین بود. از نگاه فلسطینی‌ها، ماجد ابو شرار یک شخصیت ملی بی‌نظیر بود که «پدر کادرهای انقلابی» لقب گرفت.

## زندگی و پیشه
ماجد ابوشرار در ۲۵ اوت ۱۹۳۶ در روستای دورا، شهرستان الخلیل، متولد شد.او برادر بزرگتر از هفت پسر پدرش، محمد عبدالقادر ابوشرار، و سیزده خواهر است.پدرش ابوماجد محمد ابوشرار به عنوان تکنسین رادیو برای دولت قیمومیت بریتانیا کار می‌کرد. در سال ۱۹۴۷/۱۹۴۸، او به عنوان افسر دستگاه مخابرات به ارتش جهاد مقدس به رهبری عبدالقادر الحسینی پیوست. وقتی ارتش‌های عربی در تابستان ۱۹۴۸ شکست خوردند، او تصمیم گرفت ارتش مصر را که به همراه تمام اعضای خانواده‌اش به نوار غزه عقب‌نشینی کرده بود، همراهی کند، به این امید که این ارتش، به عنوان ستون فقرات ارتش عربی، بار دیگر با اسرائیل مبارزه کند. اما در غزه ماند و وقتی بن‌بست در جبهه‌های نبرد حاکم شد و آتش‌بس دائمی برقرار شد، از خدمت سربازی استعفا داد. ابوماجد، با بهره‌گیری از مدرک حقوق خود، به عنوان منشی دادگاه مرکزی غزه و سپس قاضی مشغول به کار شد. او سپس بازنشسته شد و تا زمان مرگش در سال ۱۹۹۶ در شهر غزه، به عنوان وکیل در دادگاه‌های شریعت مشغول به کار بود.
ماجد تحصیلات ابتدایی را در زادگاهش و متوسطه را در غزه را به پایان رساند، جایی که زندگی فکری و سیاسی او شکل گرفت. در سال ۱۹۵۴، او در دانشکده حقوق دانشگاه اسکندریه ثبت نام کرد و در سال ۱۹۵۸ از آنجا فارغ‌التحصیل شد. او به مادر و برادرانش پیوست که برای حفظ اموال خود به روستای خود، دورا، در منطقهٔ الخلیل، در جنوب کرانهٔ باختری، بازگشته بودند. پدرش به همراه همسر دوم و فرزندانش در نوار غزه ماند.
او به عنوان معلم در اردن مشغول به کار شد. در اردن به عنوان معلم در مدرسه «عی» در کرک مشغول به کار شد و سپس مدیر آن شد. او سپس در سال ۱۹۵۹ به دمام در عربستان سعودی سفر کرد تا به عنوان سردبیر در روزنامه «الایام» مشغول به کار شود. در اواخر سال ۱۹۶۲، او به جنبش فتح پیوست، این سازمان در حال گسترش جایگاه خود در میان جوانان فلسطینی شاغل در آن منطقه بود. در عربستان سعودی، به جنبش آزادیبخش ملی فلسطین (فتح) پیوست و در سال ۱۹۶۶ مسئول سازماندهی آن شد.
در تابستان ۱۹۶۸، به اردن نقل مکان کرد. ماجد ابوشرار خود را وقف کار در صفوف جنبش در امّان، در دستگاه رسانه‌ای تحت نظارت کمال عدوان، کمیسر اطلاعات وقت، کرد. او سردبیر روزنامهٔ «فتح» و سپس مدیر مرکز رسانه‌ای شد. پس از درگذشت کمال عدوان در ۱۹۷۳، مسئول رسانه مرکزی و سپس رسانهٔ موحد شد. در سومین کنفرانس جنبش، او را به عنوان منشی شورای انقلاب انتخاب کردند.
ابوشرار یکی از برجسته‌ترین چهره‌هایی بود که سمت کمیسر سیاسی کل را بر عهده داشت و از سال ۱۹۷۳ تا ۱۹۷۸ این سمت را بر عهده داشت. او در سال ۱۹۶۹، زمانی که سمت مسئول رسانه مرکزی را بر عهده داشت، در حمایت از تأسیس مدرسه کادرهای انقلابی در نیروهای طوفان مشارکت داشت. او همچنین در دوران تصدی خود به عنوان کمیسر سیاسی کل، در توسعه مدرسه کادرها مشارکت داشت.
در سومین کنفرانس جنبش فتح که در سال ۱۹۷۱ برگزار شد، او به عنوان دبیر شورای انقلابی این جنبش انتخاب شد. او تا سال ۱۹۸۰ در این سمت باقی ماند تا اینکه در چهارمین کنفرانس این جنبش به عنوان عضوی از کمیته مرکزی این جنبش انتخاب شد. او از سال ۱۹۷۲ عضو دبیرخانهٔ عمومی اتحادیهٔ عمومی نویسندگان و روزنامه‌نگاران فلسطینی بود و همچنین عضو شورای ملی فلسطین و شورای مرکزی بوده است.
ماجد ابو شرار به عنوان شخصیتی که عمیقاً تراژدی مردمش و عظمت مسئلهٔ آنها را درک کرد، معروف است. او با سخنرانی، نوشتن و کار در سمت‌های مختلف رهبری برای فلسطین مبارزه کرد. او به خاطر نوشته‌هایش و مهارت‌هایش در سازماندهی شناخته شده بود. او نقش مهمی در توسعه رسانه‌های فلسطینی ایفا کرد و در ده‌ها سمینار، کارگاه و کنفرانس در سراسر جهان شرکت کرد. او مقالات و پژوهش‌های متعددی در مورد جنبه‌های مختلف مسئلهٔ فلسطین نوشت که در روزنامه‌ها و مجلات عربی و فلسطینی منتشر شده‌اند. او همچنین مجموعه داستان کوتاهی با عنوان «نان تلخ» دارد.
او در صبح روز ۹ اکتبر ۱۹۸۱، در هتل فلورا در رم، جایی که در یک کنفرانس بین‌المللی همبستگی با مردم فلسطین شرکت کرده بود، بر اثر انفجار بمبی که زیر تختش کار گذاشته شده بود، ترور شد. موساد متهم به ترور او شده است. پیکرش به بیروت منتقل و در قبرستان شهدای آنجا به خاک سپرده شد.
دوست شاعرش، محمود درویش، در مجموعه اشعارش با عنوان «در حضور غیاب» در سوگ او نشست و سازمانی به نام او، با عنوان «بنیاد رسانه‌ای ماجد ابوشرار»، به افتخارش تأسیس شد که سازمانی است که برای توانمندسازی جوانان در اردوگاه‌ها و تجمعات فلسطینی در لبنان در حوزهٔ رسانه تلاش می‌کند. وزارت فرهنگ فلسطین همچنین کتابی دربارهٔ او با عنوان «او باید برگردد» منتشر کرد که به عنوان بخشی از پروژهٔ «کتاب برای همه» منتشر شد.